# Amtsbezirk Frohnleiten
Der Amtsbezirk Frohnleiten war zwischen 1853 und 1867 eine Verwaltungseinheit im Grazer Kreis in der Steiermark.
Der Amtsbezirk war der Kreisbehörde in Graz unterstellt und besorgte deren Amtsgeschäfte vor Ort. Die Zuständigkeit erstreckte sich neben Frohnleiten auf die Gemeinden Feistritz, Mauritzen, Peggau, Rothleiten, Röthelstein, Semriach, Stübinggraben, Schrems, Tyrnau, Tulwitz, Uebelbach, Windhof.